# Deux sans barreur féminin aux Jeux olympiques d'été de 2016
Navigation
Londres 2012 Tokyo 2020
L'épreuve féminine de deux sans barreur des Jeux olympiques d'été 2016 de Rio de Janeiro a lieu sur le Lagoa Rodrigo de Freitas du 7 au 12 août 2016.

## Résultats
Les trois premiers équipages de chaque manche se qualifient pour les demi-finales, les autres vont au repêchage.

### Séries
Les trois premières de chaque série se qualifient pour les demi-finales. Les autres disputent un repêchage.

### Repêchage
| Rang | Rameuse                           | Pays        | Temps | Notes |
| ---- | --------------------------------- | ----------- | ----- | ----- |
|      | Aletta Jorritsma Karien Robbers   | Pays-Bas    |       |       |
|      | Alessandra Patelli Sara Bertolasi | Italie      |       |       |
|      | Noémie Kober Marie Le Nepvou      | France      |       |       |
|      | Jennifer Martins Nicole Hare      | Canada      |       |       |
|      | Alena Furman Ina Nikulina         | Biélorussie |       |       |
|      | Mădălina Bereș Laura Oprea        | Roumanie    |       |       |